# Sean McDermott (koszykarz)
Sean McDermott (ur. 3 listopada 1996 w Anderson) – amerykański koszykarz, występujący na pozycji niskiego skrzydłowego.
25 sierpnia 2021 został zwolniony przez Memphis Grizzlies. 23 września 2021 przedłużył umowę z zespołem. 14 października 2021 opuścił klub.

## Osiągnięcia
Stan na 16 października 2021, na podstawie, o ile nie zaznaczono inaczej.
NCAA
- Uczestnik rozgrywek:
  - Sweet 16 turnieju NCAA (2017)
  - turnieju NCAA (2017, 2018)